# Francisco Villa, Papantla
Francisco Villa är en ort i Mexiko.   Den ligger i kommunen Papantla och delstaten Veracruz, i den sydöstra delen av landet, 210 km nordost om huvudstaden Mexico City. Francisco Villa ligger 63 meter över havet och antalet invånare är 933.
Terrängen runt Francisco Villa är platt åt sydväst, men åt nordost är den kuperad. Runt Francisco Villa är det ganska tätbefolkat, med 179 invånare per kvadratkilometer. Närmaste större samhälle är Papantla de Olarte, 9,2 km norr om Francisco Villa. Trakten runt Francisco Villa består till största delen av jordbruksmark.